# Alper Balaban
Alper Balaban (* 9. August 1987 in Heilbronn; † 12. April 2010 in Karlsruhe) war ein deutsch-türkischer Fußballspieler.
Alper Balaban wuchs in Gemmingen nahe seiner Geburtsstadt Heilbronn auf. Er begann das Fußballspielen beim SV Gemmingen in seinem Heimatort, bevor er auf Initiative eines seiner Lehrer zum SV Sinsheim wechselte. Dort blieb er zwei Jahre, bevor er zur TSG 1899 Hoffenheim weiterzog, wo er vier Jahre verbrachte. 2005 wechselte er zu Fenerbahçe Istanbul. 2008 war er im U-21-Team der türkischen Nationalmannschaft. Zuletzt war er an andere Vereine ausgeliehen.
Zuletzt spielte er in der Türkiye Futbol Federasyonu 2. Lig, der dritthöchsten Spielklasse in der Türkei, bei Linyitspor. Er war von Eskişehirspor im Sommer 2009 dorthin ausgeliehen worden.
Anfang April 2010 war Balaban zu Vertragsverhandlungen in Deutschland unterwegs und hatte am 5. April 2010 auf der B 293 bei Bretten einen Autounfall, an dessen Folgen er am 12. April starb.

## Erfolge
- 2007 Türkischer Meister mit Fenerbahçe Istanbul (ohne Einsatz)